# Aelia
Aelia va ser el nom genèric d'unes lleis de l'antiga Roma aprovada al final del segle vi aC que junt amb la Lex Fufia, donaven als magistrats la obnunciatio o poder per impedir o dissoldre els comicis després de l'observació dels auguris si aquestos eren desfavorables.